# Litografia d'interferència

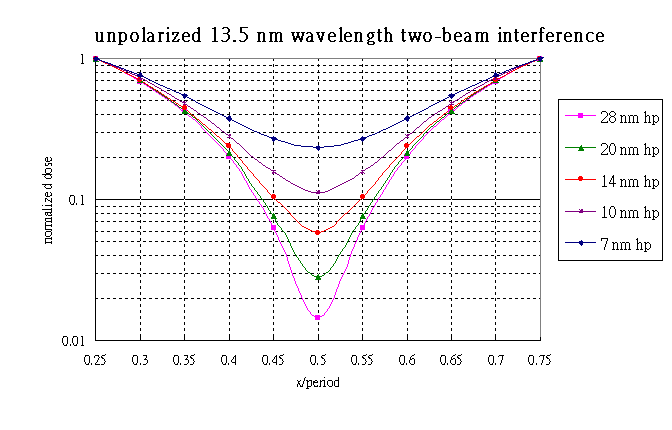
La imatge aèria de línies denses per EUV es mostra per a diferents mitges passos, per a condicions d'imatge ideals, similars a les que s'utilitzen per a la litografia d'interferència.

La litografia d'interferència (o litografia hologràfica) és una tècnica per modelar matrius regulars de característiques fines, sense l'ús de sistemes òptics complexos o fotomàscares.
El principi bàsic és el mateix que en interferometria o holografia. Es configura un patró d'interferència entre dues o més ones de llum coherents i s'enregistra en una capa de gravació (fotoresistència). Aquest patró d'interferència consisteix en una sèrie periòdica de franges que representen mínims i màxims d'intensitat. Després del processament fotolitogràfic posterior a l'exposició, sorgeix un patró fotoresistent corresponent al patró d'intensitat periòdica.
Per a la interferència de 2 feix, l'espai o període entre franges ve donat per {\textstyle {\frac {\lambda /2}{\sin {\bigl (}{\tfrac {\theta }{2}}{\bigr )}}}}, on λ és la longitud d'ona i θ és l'angle entre les dues ones interferents. El període mínim assolible és llavors la meitat de la longitud d'ona.
Mitjançant l'ús d'interferències de 3 feixs, es poden generar matrius amb simetria hexagonal, mentre que amb 4 feixs es generen matrius amb simetria rectangular o cristalls fotònics 3D. Amb la interferència de múltiples ones (inserint un difusor al camí òptic) es poden originar patrons aperiòdics amb un espectre de freqüència espacial definit. Per tant, superposant diferents combinacions de feixos, es fan possibles diferents patrons.
Perquè la litografia d'interferència tingui èxit, s'han de complir els requisits de coherència. En primer lloc, cal utilitzar una font de llum espacialment coherent. Aquesta és efectivament una font de llum puntual en combinació amb una lent col·limadora. Sovint també s'utilitzen un feix làser o de sincrotró directament sense col·limació addicional. La coherència espacial garanteix un front d'ona uniforme abans de la divisió del feix. En segon lloc, es prefereix utilitzar una font de llum monocromàtica o temporalment coherent. Això s'aconsegueix fàcilment amb un làser, però les fonts de banda ampla requeririen un filtre. El requisit monocromàtic es pot aixecar si s'utilitza una xarxa de difracció com a divisor de feix, ja que diferents longituds d'ona es difractarien en diferents angles però finalment es recombinarien de totes maneres. Fins i tot en aquest cas, encara caldria una coherència espacial i una incidència normal.
L'avantatge d'utilitzar la litografia d'interferència és la generació ràpida de característiques denses en una àrea àmplia sense pèrdua d'enfocament. Les reixes de difracció sense fissures en àrees de més d'un metre quadrat s'han originat per litografia d'interferència.